# CAMK1D
CAMK1D‏ (Calcium/calmodulin dependent protein kinase ID) هوَ بروتين يُشَفر بواسطة جين CAMK1D في الإنسان.